# Христо Гоневски
Христо Иванов Гоневски е български журналист, преводач и цинкограф.
Роден е в 1907 година  в село Крамолин, Габровско. Завършва средното полиграфическо училище при Държавната печатница (1928).
Емигрира в Южна Америка, установява се в Аржентина. Секретар е на Централното бюро на Българо-македонските работнически просветни организации (1933 – 1936). През този период пише във вестник „Б. М. емигрант“, издание на организацията, използва псевдонима Пепино.
Член е на Управителния съвет на Славянския съюз в Аржентина и секретар на Централния комитет на движение „Свободна България“ (1941 – 1949). Редактор е на вестник „Бюлетин“ (1932 – 1933), вестник „Българо-македонски емигрант“ (1933 – 1936), вестник „Народна трибуна“ (1936 – 1939) и други. Пише книгата „Далеч от роден край“.
Членува в Аржентинската комунистическа партия (1949 – 1982).
Умира в 1988 година.
В Централния държавен архив на България във фонд 814К „Христо Гоневски“ се съхраняват документи за живота и творчеството му, както и спомени за него (408 а.е.).